# Сук-Ахрас
Сук-Ахра́с (араб. سوق أهراس‎) — город на северо-востоке Алжира, административный центр одноимённого вилайета.

## Этимология
Топоним возник путём слияния двух слов. Арабского «سوق» (souk) — базар и берберского «ahra» (во мн. ч. «ahras») — лев.

## Географическое положение
Город находится в северо-западной части вилайи, в гористой местности массива Орес, на высоте 699 метров над уровнем моря.
Сук-Ахрас расположен на расстоянии приблизительно 440 километров к востоку-юго-востоку (ESE) от столицы страны Алжира.

## Демография
По данным переписи, на 2008 год население составляло 155 259 человек.
Динамика численности населения города по годам:
| 1977   | 1987   | 1998    | 2008    | 2012    |
| ------ | ------ | ------- | ------- | ------- |
| 57 173 | 80 015 | 116 655 | 155 259 | 180 572 |

В этническом составе населения преобладают берберы.

## История
Сук-Ахрас возник на руинах древнего нумидийского города Тагаст, являвшегося родным для Блаженного Августина и Святой Моники.

В окрестностях города были найдены предметы, относящиеся к атерийской культуре среднего палеолита, а также артефакты капсийской культуры заключительной стадии верхнего палеолита.

## Транспорт
Ближайший аэропорт расположен в городе Аннаба.